# Sainte-Lunaise

Sainte-Lunaise este o comună în departamentul Cher, Franța. În 2015 avea o populație de 18 de locuitori.